# Nhật Tảo
Die USS Serene (AM-300) (später MSF-300) war ein Minensuchboot und Geleitschiff der Admirable-Klasse der United States Navy. Im Zweiten Weltkrieg war sie an den Schlachten um Iwojima und Okinawa beteiligt. 1964 wurde das Schiff an die südvietnamesische Marine übergeben, in Nhật Tảo (oder Nhựt Tảo) (HQ-10) umbenannt und im Vietnamkrieg eingesetzt. 1974 wurde sie bei den Paracel-Inseln durch chinesische Einheiten versenkt.

## Einsatzgeschichte

### US Navy
Die USS Serene (der Name lässt sich mit „gelassen“, „heiter“ oder „ruhig“ übersetzen) wurde am 8. August 1943 bei der Winslow Marine Railway and Shipbuilding Company auf Bainbridge Island im Bundesstaat Washington auf Kiel gelegt. Der Bau wurde von Miss Maxine Noblett finanziell unterstützt. Etwa drei Monate später fand der Stapellauf statt, im Juni 1944 wurde dann das Schiff unter dem Kommando von Lt. James E. Galloway in Dienst gestellt.
Nachdem sie einige Test vor der südkalifornischen Küste durchgeführt hatte, nahm die USS Serene am 29. August Kurs auf Pearl Harbor (Hawaii), wo sie am 6. September eintraf. Bis zum Dezember folgten nun Geleitschutzaufgaben für Konvois zwischen Hawaii, Eniwetok (Marshallinseln) und San Francisco. Über den Jahreswechsel bis Mitte Januar 1945 nahm das Schiff dann an Flottenübungen teil, bevor man einen Konvoi zu den Marianen eskortierte, wo sich die US-Einheiten für die geplante Invasion Iwojimas sammelten.
Als Begleitschiff der USS Terror und damit Teil der Tractor Group 52.3 erreichte die Serene am 16. Februar die Vulkaninseln, die Inselgruppe um Iwojima. Es folgten nun Minensuchoperationen als Teil der Minesweeper Division 36 etwa 15 Meilen südlich von Iwojima; am nächsten Tag näherten sich die Schiffe weiter der Insel, so dass am übernächsten Tag Minen innerhalb der geplanten Landungszone geräumt werden konnten. Am 19. Februar, dem Beginn der Schlacht, unterstützte die Serene die kleineren YMS-Boote. Vom 20. bis zum 28. war sie schließlich an U-Boot-Abwehr-Operationen beteiligt. Anschließend wurde sie von den Vulkaninseln abgezogen und kehrte am 5. März zu den Marianen zurück.
Zwei Tage später brach das Schiff bereits wieder in Richtung Ulithi (Karolinen) auf, dem Sammelgebiet für die nächste Invasion, Operation Iceberg, d. h. der Angriff auf Okinawa und die restlichen Ryūkyū-Inseln. Am 19. März verließ die Serene als Teil der Flotte Ulithi und nahm Kurs auf die Okinawa vorgelagerten Kerama-Inseln, wo sie am 25. und 26. an Minenräumungen beteiligt war; nachdem dieser Landeplatz gesichert war, führte sie im Vorfeld des Hauptangriffs auf Okinawa Minensuchoperationen durch. Nach Beginn der Invasion am 1. April verblieb die Serene im Gebiet zwischen den Kerama-Inseln und Okinawa, wo weitere Anti-U-Boot-Patrouillen und Minensuchaktionen folgten. Des Weiteren war sie für die Unterstützung beschädigter Schiffe zuständig. Am 6. nahm sie Überlebende des versenkten Frachters Hobbs Victory auf. Mitte des Monats räumte sie Minen vor dem Angriff auf die Insel Ie Shima. Am 4. Mai folgte die temporäre Rückkehr nach Ulithi, um den Konvoi UOK 16 nach Okinawa zu eskortieren. Mitte Juni wurde die Serene dann im Gebiet um Miyako-jima eingesetzt.
Anfang Juli verließ das Schiff dann endgültig die Ryūkyū-Inseln, um einen LST-Konvoi nach Leyte (Philippinen) zu begleiten. Dort verblieb die Serene zur Wartung und nahm bis zum Kriegsende nicht mehr an Kämpfen teil.
Nach dem Waffenstillstand suchte sie Ende August und Anfang September Minen im Gelben Meer westlich von Korea, bevor sie dann als Teil der Sasebo Sweep Group die Hafeneinfahrt von Nagasaki und die Westküste von Kyūshū freiräumte. Im Oktober und November war sie in der Tsushimastraße und entlang der koreanischen Ostküste im Japanischen Meer im Einsatz.
Am 12. Dezember begann die Serene schließlich mit der Heimreise. Sie war für ihre Operationen während des Krieges mit drei Battle Stars und für die Nachkriegs-Minenräumungen mit drei weiteren ausgezeichnet worden. Man erreichte Ende Januar 1946 Galveston, im Mai wurde dann das Schiff nach Orange verlegt, wo es letzten Endes am 19. Juli außer Dienst gestellt und der Texas-Gruppe der Atlantik-Reserveflotte zugeteilt wurde.
Die nächsten 17 Jahre verblieb die Serene inaktiv in Reserve. Während dieser Zeit wurde sie 1955 als „Flotten-Minensuchboot mit Stahlhülle“ (MSF) reklassifiziert.

### Südvietnam
Im Juli 1963 wurde die Serene als eines der Schiffe ausgewählt, die im Rahmen des Military Assistance Program an die Marine der Republik Vietnam übergeben werden sollten. Sie wurde zu einem Patrouillen- und Geleitschiff umgerüstet und dann Ende Januar 1964 zusammen mit ihrem Schwesterschiff Shelter nach Südvietnam gebracht. Zum 1. August wurde sie schließlich aus dem Naval Vessel Register gestrichen. Neben der Serene und der Shelter wurden drei weitere Schiffe der Admirable-Klasse an die Vietnamesen übergeben: die Gayety und die Sentry befanden sich bereits seit 1962 in Vietnam, die Prowess folgte 1970.
Die Serene erhielt den neuen vietnamesischen Namen Nhật Tảo (möglicherweise auch Nhựt Tảo, selbst die vietnamesischen Quellen widersprechen sich hier) sowie die Schiffskennung HQ-10. In den nächsten Jahren folgten Einsätze im Vietnamkrieg, hauptsächlich Patrouillenfahrten entlang der Küste zur Verhinderung nordvietnamesischer Infiltration sowie die Unterstützung von küstennahen Militäroperationen.
Am 7. August 1967 wurde die Nhật Tảo in ein größeres Gefecht verwickelt, als FNL-Einheiten die Basis der Coastal Group 16 an der Mündung des Sông Trà Khúc in Zentralvietnam angriffen. Die Nhật Tảo, einige PCFs sowie die später eingetroffenen USS Camp und USS Gallup leisteten Unterstützungsfeuer. Die Südvietnamesen und Amerikaner konnten jedoch nicht verhindern, dass das Militärlager völlig überrannt wurde und sowohl der vietnamesische als auch der amerikanische Befehlshaber getötet wurden. Erst nachdem drei Infanteriekompanien eintrafen, gelang die Rückeroberung der Basis.
Nachdem im Januar 1974, also nach Abzug der Amerikaner, auf den zwischen Vietnam und China umstrittenen Paracel-Inseln rotchinesische Einheiten entdeckt wurden, wurde in Đà Nẵng eine südvietnamesische Eingreifflotte gebildet. Diese umfasste neben der Trần Bình Trọng, der Lý Thường Kiệt und der Trần Khánh Dư auch die kleinere Nhật Tảo unter Kapitän Ngụy Văn Thà, obwohl das inzwischen veraltete Schiff unter einem defekten Motor litt. Die Flotte nahm Kurs auf die Paracel-Inseln; am 19. Januar kam es dort dann letzten Endes zum Gefecht mit den chinesischen Schiffen, wobei der genaue Ablauf unklar bleibt. Die Nhật Tảo wurde während des Kampfes wahrscheinlich von einer Antischiffsrakete direkt in die Brücke getroffen, wodurch das Schiff steuerlos wurde; die Besatzung hielt dennoch die Stellung an den Geschützen. Da die restlichen vietnamesischen Schiffe zu weit entfernt waren oder selbst unter schwerem Beschuss standen, traf keine Hilfe ein, so dass die Nhật Tảo schließlich durch feindlichen Beschuss versenkt wurde -	(16° 30′ N, 111° 38′ O). Die übrigen vietnamesischen Einheiten zogen sich anschließend zurück. Nur 37 Mann der 82-köpfigen Besatzung konnten einige Tage später gerettet werden, womit die Versenkung der Nhật Tảo den schwersten Schiffsverlust des Vietnamkrieges darstellt.